# کلاه‌چسبی‌ها
کلاه‌چسبی‌ها (نام علمی: Suillus) نام یک سرده از راسته قلنبه‌قارچ‌سانان است.